# Municipio de Cherry Valley (Ohio)
El municipio de Cherry Valley (en inglés: Cherry Valley Township) es un municipio ubicado en el condado de Ashtabula en el estado estadounidense de Ohio. En el año 2010 tenía una población de 955 habitantes y una densidad poblacional de 15,33 personas por km².

## Geografía
El municipio de Cherry Valley se encuentra ubicado en las coordenadas 41°36′27″N 80°40′5″O / 41.60750, -80.66806. Según la Oficina del Censo de los Estados Unidos, el municipio tiene una superficie total de 62.29 km², de la cual 62,13 km² corresponden a tierra firme y (0,27 %) 0,17 km² es agua.

## Demografía
Según el censo de 2010, había 955 personas residiendo en el municipio de Cherry Valley. La densidad de población era de 15,33 hab./km². De los 955 habitantes, el municipio de Cherry Valley estaba compuesto por el 96,65 % blancos, el 1,57 % eran afroamericanos, el 0,63 % eran amerindios, el 0,1 % eran asiáticos y el 1,05 % eran de una mezcla de razas. Del total de la población el 0,1 % eran hispanos o latinos de cualquier raza.